# Largo de São Francisco
El Largo de São Francisco es una plaza tradicional de la zona central de la ciudad de São Paulo, Brasil. Es considerado uno de los principales conjuntos de arquitectura barroca de la ciudad y acoge algunos hitos importantes de la historia paulistana. Es también conocido como el "hito cero" de una de las más importantes avenidas paulistanas, la Avenida Brigadeiro Luís Antônio.
En él se encuentran ubicadas la Facultad de Derecho de la Universidad de São Paulo (FDUSP) y la Fundación Escuela de Comercio Álvares Penteado (FECAP), además de la Iglesia de São Francisco (iglesia de primera orden) y la Iglesia de la Orden Tercera de la Penitencia. La calle lateral se llama Cristóvão Colombo.

## Historia
En esta plaza se instaló, en la década de 1640, el Convento de San Francisco dando origen a uno de los conjuntos de arquitectura religiosa más antiguos de la ciudad. Las tres construcciones que componen el conjunto (la Facultad de Derecho, la iglesia de Sao Francisco y la iglesia de la orden tercera de la penitencia) eran parte de una pequeña hacienda cuya demarcación fue establecida, probablemente, en 1642. La iglesia de Sao Francisco comenzó a ser construida en 1642 y fue inaugurada en 1647. Hacia 1800, el terreno frente al convento era llamado Largo do Capim. A partir de 1828, las instalaciones del convento fueron ocupadas por la Facultad de Derecho generando que la plaza empezara a ser llamada Largo do Curso Jurídico. A partir de mediados del siglo XIX, el largo pasó a tener el nombre que tiene en la actualidad. En 1930 se demolió el antiguo edificio y se construyó el edificio actual de la facultad de estilo neocolonial que se inauguró en 1934.